# Speocharidius breuili
Speocharidius breuili es una especie de escarabajo del género Speocharidius, familia Leiodidae. Fue descrita por René Jeannel en 1919. Se encuentra en España.